# 牛场镇 (福泉市)
牛场镇，是中华人民共和国贵州省黔南布依族苗族自治州福泉市下辖的一个乡镇级行政单位。
2014年1月7日，贵州省人民政府批复同意福泉市部分乡镇行政区划调整，以原牛场镇、高石乡及原谷汪乡的马龙井村、三江村地域为新设置的牛场镇行政区域，镇人民政府驻西北街社区。

## 行政区划
牛场镇下辖以下地区：
东南街社区、西北街社区、瓮福矿肥基地社区、水源村、西北街村、廻龙村、东南街村、桂花村、双龙村、朵郎坪村、黄家湾村、石板寨村、翁巴村、马龙井村、三江村和高石乡。